# 비호외전 (1993년 영화)
《비호외전》(飛狐外傳, The Sword Of Many Loves)은 홍콩에서 제작된 반문걸 감독의 1993년 영화이다. 원작소설 비호외전에 기반을 둔다. 여명 등이 주연으로 출연하였고 소약원 등이 제작에 참여하였다.

## 출연

### 주연
- 여명
- 장민

### 조연
- 이가흔
- 서금강
- 원경단
- 하가구
- 임택지

## 기타
- 출품인: 맥당웅
- 출품인: 추문회
- 미술: 하검성
- 무술연출: 원상인
- 무술연출: 마옥성
- 무술조연출: 원신의
- 무술조연출: 담진동
- Ass-PD: 낙역령